# Набережная озера Кабан
Набережная озера Кабан (тат. Кабан күле яры буе) — пешеходная набережная озера Ближний (Нижний) Кабан в центре города Казань. На данный момент имеет длину более 3,5 километров и состоит из двух частей, пролегающих вдоль улиц Марселя Салимжанова (левая) и Марджани (правая) и соединяющихся торцевой эспланадой перед театром Камала и одноимённой площадью. Предусмотрено полное замыкание этой набережной вокруг всего Ближнего Кабана, после чего она будет иметь протяжённость почти 5 километров. Одна из новых и современных городских достопримечательностей и одно из мест массового посещения в городе.

## История и объекты
Берега озера Ближний (Нижний) Кабан издревле использовались горожанами как места отдыха и некоторой хозяйственно-бытовой деятельности (лодочные причалы, рыбная ловля, бани, стирка, купание и т. д.).
К концу советского периода на берегах вдоль улиц Право-Кабанная (ныне Марселя Салимжанова) и Комсомольская (ныне Марджани) были сделаны зелёные спуски к воде и малоблагоустроенные пешеходные дорожки от вновь разбитой площади театра Камала.
К Тысячелетию города в 2005 году начало правой части набережной вдоль улицы Марджани вместе с площадью театра Камала были серьёзно переблагоустроены и стали популярным местом отдыха горожан. На ней и новообустроенной торцевой эспланаде перед театром Камала и одноимённой площадью были уложены декоративная плитка и установлены фонарные столбы освещения и вечерняя индивидуальная подсветка деревьев. В углу набережной и эспланады был устроен многоступенчатый открытый амфитеатр.
Летом 2015 года мэрия Казани объявила международный конкурс на лучшую концепцию радикальной реконструкции и развития набережной. Победителем стал российско-китайский консорциум Turenscape+MAP с проектом «Эластичная лента». Кольцевая «Эластичная лента» должна была создать непрерывный ландшафт вокруг воды и объединить зелёную территорию, а связанная с нею линейная «культурная лента» — связать театр Камала, историческую постройку Старо-Татарской слободы на набережной Марджани, Казанский зооботанический сад, Центр гребных видов спорта и другие объекты набережной и округи в единый пешеходно-прогулочный маршрут.
В 2016 году началась реконструкция первой очереди протяженностью полтора километра — торцевой эспланады перед театром Камала и левой части набережной вдоль улицы Марселя Салимжанова на участке от перекрестка улиц Пушкина и Марселя Салимжанова до спортивно-рекреационного центра «Планета Фитнес» на последней улице. Эта часть набережной также уже была привычным, но менее популярным и малоблагоустроенным местом отдыха жителей города. Торцевая эспланада перед театром Камала расширена и ближе к воде сделана в виде деревянно-дощатого помоста (boardwalk) над водой. Получилось два водных пространства — на одном возведена плавучая сцена, на другом, ближе к лестнице, разведены рыбы. В углу водоема у площади театра Камала и улицы Марселя Салимжанова высажены необычные кустарники и цветы, устроена познавательно-детская площадка: небольшой искусственный канал с системой гидротехнических механизмов — помпа, задвижка, винты Архимеда, мельница, которые по желанию посетителя приводятся в движение. В середине и ближе к концу первой очереди устроены береговые посадки необычных водных растений, дорожки, мостки и угловая площадка, нависающая над водой. Закончилась реконструкция первой очереди летом 2018 года к проводимым в городе матчам Чемпионата мира по футболу.
В конце лета 2020 года в честь 100-летия ТАССР закончилась реконструкция второй очереди протяженностью более двух километров — правой части набережной вдоль улицы Марджани в Старо-Татарской слободе и дальней торцевой эспланады между улицами Марджани и Хади Такташа перед мостом над Ботанической протокой между озёрами Ближний и Средний Кабан от площади Вахитова до начала улицы Нурсултана Назарбаева. На этой части набережной установлен белокаменный памятник видному татарскому богослову, учёному, просветителю и общественному деятелю Шигабутдину Марджани, устроены длинная линия лавки для сидения, новые светодиодные фонари и дорожки для велосипедистов и пешеходов, велопарковки, спортплощадка, небольшое футбольное поле, любительская школа гребных видов спорта, фитоочистные каскады, озеленённая территория, гамаки, зона пикников, крытый ресторан (перестроенный из открытого амфитеатра), кафе, крытый общественный туалет, информационные столбы и многое другое. Дальняя торцевая эспланада устроена в виде изгибающегося пешеходного моста над водой длиной 200 метров. Пирс работающего допоздна в тёплое время года проката прогулочных лодок значительно увеличен и перенесён от торцевой эспланады перед театром Камала в начало правой части набережной.
До 2022 года предусмотрена реконструкция третьей очереди — оставшегося участка левой части набережной вдоль улицы Марселя Салимжанова и далее до перекрёстка улиц Хади Такташа и Нурсултана Назарбаева, в результате чего набережная будет полностью окаймлять весь Ближний Кабан и иметь протяжённость почти 5 километров. Рассматривается также исходное предложение консорциума возвести посередине и поперёк озера между обеими частями набережной пешеходного моста, который, однако, может ограничить возможности проката лодок и гонок и показательных выступлений чемпионата мира «Формула-1» на воде F1H2O и чемпионата России по водно-моторному спорту в классе «аквабайк», которые проводились на озере ранее и могут проводиться в дальнейшем.
- Вид на берега (XIX век, гравюра)
- Вид на берега (1920-е—1930-е гг.)
- Берега до реконструкции набережной
- Современный вид на левую часть набережной

## Значение
Набережная озера Кабан — важная достопримечательность города, по масштабам строительства и инноваций и открывающимся видам одна из лучших набережных внутренних городских водоёмов России и одна из двух таковых в городе (наряду с Кремлёвской набережной). Является популярным местом отдыха горожан и посещений туристов круглогодично с утра до позднего вечера. На ней часто проводятся народные концерты, фестивали, перфомансы, экспозиции, пробежки, занятия йогой и другие спортивные мероприятия, корпоративные и частные фейерверки, работает лекторий. На плавучей сцене проходят авторские творческие вечера и концерты. На торцевой эспланаде перед театром и площадью Камала по вечерам в тёплое время года демонстрируются кинофильмы в формате open air. На правой части набережной вдоль улицы Марджани зимой устраивается рождественско-новогодняя ярмарка, летом — гастрономический фестиваль. На ней и площади театра Камала происходят массовые народные гуляния во время празднования Дня республики и города 30 августа и других событий. В начале правой части набережной вдоль улицы Марджани имеется домик лебедей. В разных местах у левой и правой частей набережной и дальней торцевой эспланады плавают и гнездятся многочисленные утки, а также встречаются ондатры. На обеих торцевых эспланадах и всех частях набережной устроена оригинальная вечерняя подсветка, на бетонных откосах эспланады перед театром Камала поздними летними вечерами устраивается лазерно-световое шоу-инсталляция.
С набережной открываются эффектные панорамные виды: на торец озера Ближний Кабан с подсвечиваемым вечером высотным широким фонтаном на глади самого озера и театр Камала; на Парк Тысячелетия, Баскет-холл (Казань), Grand Отель Kazan, Биляр Палас Отель, высотный ЖК «Кловер-плаза», торгово-офисный центр «Сувар», Закабанную мечеть на левой части набережной вдоль улицы Марселя Салимжанова; на Мечеть аль-Марджани и Старо-Татарскую слободу на правой части набережной вдоль улицы Марджани.

## Галерея
- Вид от театра Г. Камала
- Дорожки на левой части набережной
- Левая часть набережной Ближнего Кабана
- Вид на левую часть набережной